# Tyge Bendix
Tyge Zøylner Bendix (5. marts 1894 i København – 10. oktober 1962 i Rom) var en dansk maler.

## Karriere
Han var søn af grosserer William Bendix og Agnete Zøylner. Moderen Agnete Zøylner var af islandsk købmandsslægt, mens faderen var jødisk. Sammen med sin bror drev faderen det store landbrugsmaskinfirma Brdr. Bendix på Gammeltorv i København. Tyge og broderen Jørgen voksede op i museumsinspektørboligen ved Rosenborg Slot ud mod Østervold. De var på sommerophold i villa Hyllingebjerg ved Liseleje. Hans onkel var maleren Johan Rohde, og hjemmet var et kulturelt samlingspunkt for digtekunst, musik og malerkunst. 
Tyge Bendix blev student 1911, gik på Det tekniske Selskabs Skole 1911-13 og på Kunstakademiet under professor Peter Rostrup Bøyesen 1913-16. Han besøgte Italien 1913 (sammen med onklen Johan Rohde) og var på studierejser til Paris og Wien. Bendix var desuden skuespiller ved Dagmarteatret fra 1920 til 1924, men bosatte sig i Rom i 1925 og levede der til sin død.

## Familie
Han blev gift første gang 8. maj 1919 med skuespilleren Inge Møller (2. november 1898 i Mittweida, Tyskland - 14. december 1984 i Gentofte), datter af driftsbestyrer Adolf Møller og NN. Ægteskabet blev opløst. Anden gang ægtede han 31. oktober 1929 i København Lili Fanny Henriques (3. marts 1893 i København - 23. september 1987 i Hellerup), datter af vekselerer Otto Ruben Henriques og Elisa Bendix. 
Han er begravet på den protestantiske kirkegård i Rom. Datteren Pia blev gift med billedhuggeren Knud Nellemose, som har udført en marmorstele med portrætmedaillon i bronzeramme på Tyge Bendix' grav. Sønnen, vekselerer Helge Bendix blev gift med Lillian von Kauffmann, men senere skilt.

## Værker
- Forår i Clausholm Park (1916)
- Drømmen (udstillet 1917)
- Portræt af forfatteren Aage Dons (1957, Det Nationalhistoriske Museum på Frederiksborg Slot)